# La Fin de Louis XI
Pour plus de détails, voir Fiche technique et Distribution.
La Fin de Louis XI est un film muet français réalisé par Georges Denola, sorti en 1912.

## Synopsis
Lorsque le roi Louis XI fait arrêter et exécuter le duc de Nemours, son fils jure de se venger. Les plans du jeune duc sont découverts et il est lui aussi arrêté. Des amis à la cour organisent son évasion, et il jure à nouveau de tuer le roi, qui meurt subitement d'une crise d'épilepsie.

## Fiche technique
- Titre : La Fin de Louis XI
- Réalisation : Georges Denola
- Scénario :
- Photographie :
- Montage :
- Producteur :
- Société de production : Série d'Art Pathé Frères (S.A.P.F.)
- Société de distribution : Pathé Frères
- Pays de production :  France
- Langue : film muet avec les intertitres en français
- Format : Noir et blanc — 35 mm — 1,33:1 — Muet
- Genre : Film dramatique, Film historique
- Métrage : 225 mètres
- Durée : 7 minutes 30
- Dates de sortie :
  - France : janvier 1912
  - États-Unis : 22 octobre 1912

## Version italienne
- Une version italienne coproduite par la filiale italienne de Série d'Art Pathé Frères (S.A.P.F.) (Il Film d’Arte Italiana) et Milanese Film a été tournée simultanément, réalisée par Alfredo Robert (it), avec Ermete Novelli dans le rôle de Louis XI.